# Atiba Jefferson
 (novembre 2008).
Si vous disposez d'ouvrages ou d'articles de référence ou si vous connaissez des sites web de qualité traitant du thème abordé ici, merci de compléter l'article en donnant les références utiles à sa vérifiabilité et en les liant à la section « Notes et références ».
Pour les articles homonymes, voir Jefferson.
Atiba Jefferson, né en 1976 à Manitou Springs, est un photographe américain.

## Biographie
Atiba Jefferson est connu avant tout pour ses clichés de skateboard.
Il est aussi photographe dans les jeux ea skate.